# Hundskugel (Straße)

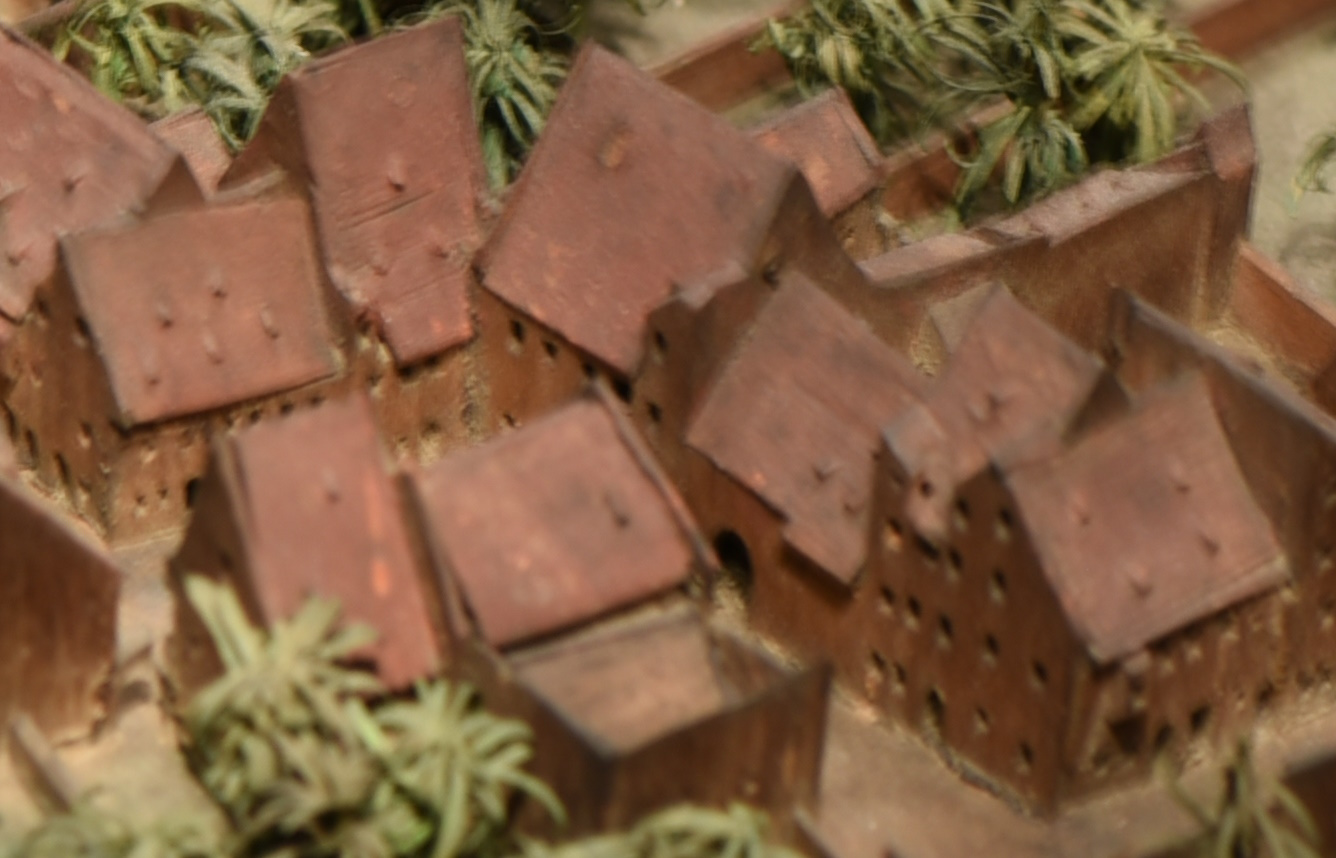
Sandtnerisches Stadtmodell: Hundskugel 1–6 und Gasthaus zur Hundskugel (oben; v. l. n. r.), Hundskugel 8 (links unten, nur teilweise sichtbar) und Hundskugel 7 (Mitte unten)

Hundskugel war der Name der Straße zwischen Brunn- und Hackenstraße im Hackenviertel der Münchner Altstadt. Sie beherbergte das Radspielerhaus und mit dem Gasthaus zur Hundskugel das bis zum Zeitpunkt seiner Schließung im Jahr 2011 älteste noch bestehende Gasthaus Münchens. Der Name der Straße ging im Jahr 1904 in den umliegenden Straßennamen (Hacken- und Brunnstraße) auf.

## Lage
Der Straßenverlauf entspricht heute dem Abschnitt zwischen Hackenstraße 6 bis 12 (nördlich) bzw. Brunnstraße 1 bis Hackenstraße 7 (südlich). Die Hackenstraße führt darüber hinaus damals wie heute in Richtung Osten bis zur Sendlinger Straße. Westlich befindet sich seit der damaligen Zeit die Brunnstraße. Am östlichen Ende der Hundskugel auf Höhe des Gasthauses zur Hundskugel zweigt die Hotterstraße Richtung Norden ab. Südlich befanden sich bis 1678 zwei inzwischen zum Palais Rechberg (auch: Radspielerhaus) umgestaltete Häuser.

## Namensherkunft
Das in dieser Straße gelegene Hundsfottbad (Hundskugel 2) war eines von vier Bädern in München, die die Chirurgen damals verpflichtend unterhielten. Die anderen drei Bäder waren das Frauenbad (Windenmachergasse), das Kreuzbad (Promenadeplatz) und das Spitalbad (an der Roßschwemme am Viktualienmarkt). Hundsfott war zur damaligen Zeit noch kein Schimpfwort, sondern einfach der Ausdruck armer Leute, für die das Bad in der heutigen Altstadt offenstand. Im Sal- und Grundbuch des Jahres 1440 ist es als „Hundsfudsbad sammt Garten“ verzeichnet.
Mit der Zeit verlor sich die Bedeutung des Begriffs Hundsfott und die Leute erinnerten sich nicht mehr daran. Es entstand die Sage, dass einmal Hunde mit einer Kugel spielend durch das Neuhauser Tor (eine Version nennt das Sendlinger Tor) kamen und sich vor dem Platz dieses Bades gewälzt hätten.
Im Jahr 1725 ist am Hundsfoddbad (Hundskugel 2) ein Gemälde „Zwei Hunde, die mit Kegeln spielen“ überliefert, worüber geschrieben stand: „Das Baad steht in Gottes Handt, Hundts Kugel ist es genannt“.
Später ist ein Fresko als Aushängeschild dieses Hauses überliefert, das neun Hunde abbildete, die einerseits mit „Kegeln“ spielten, andererseits „einen Teller mit Würstchen in den Tatzen hielten und mit vollem Munde sich des Lebens freuend, dem Spiele der Kameraden zusahen“. Darunter stand der Spruch: Bis diese neun Kegel umscheiben die Hund, können wir heilen noch manche Stund. Hundsfottbad armer Leut. Es wurde um das Jahr 1800 übertüncht.

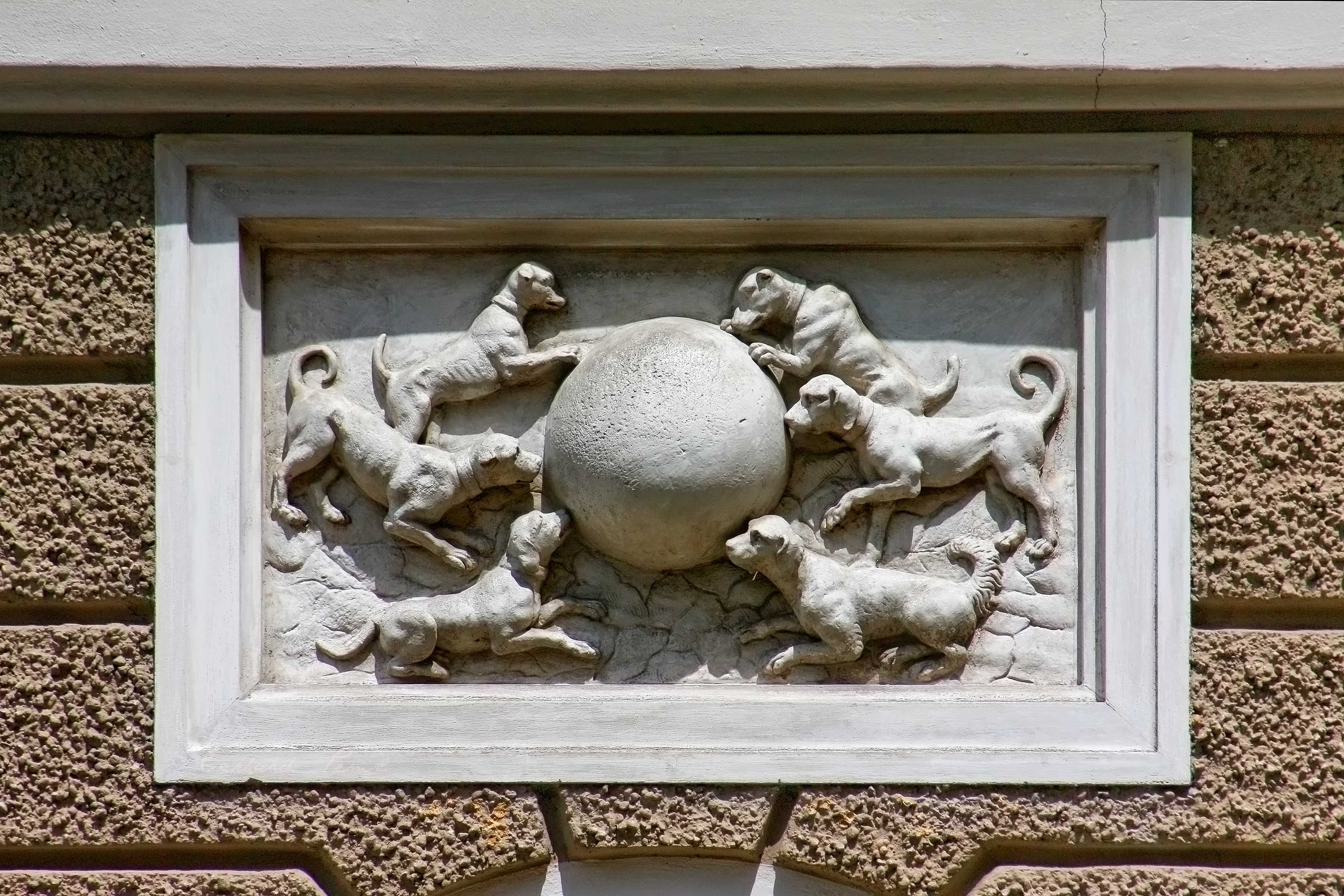
Relief am Haus zur Hundskugel (Hackenstraße 10; früher Hundskugel 4)

Roman Anton Boos fertigte ein in sein Haus (Hundskugel 4) eingemauertes Holzrelief an. Es glich dem heutigen Terrakottarelief. Es befand sich, wie der Kunsthistoriker Karl Trautmann von Franz Radspieler, der im Haus Hundskugel 7 wohnte, erfahren haben will, nie am Haus Hundskugel 2, wie es in alten Quellen behauptet wurde.
Eine andere Erklärung sucht die Herkunft des Wortes Kugel in der Gugel, einem von Mönchen der nahegelegenen Heilig-Geist-Kirche getragenen Umhang, wo sich die armen Leute zuweilen aufhielten.
Auch gibt es die Sage, das Hundsfudbad hätte seinen Namen von den Hundsfüdern (Futter für die Hunde). So seien Leute bezeichnet worden, die vor ihrer Hinrichtung im Hundsfudbad gebadet wurden.

## Einzelgebäude
- Nr. 1: Der Kaufmann Heinrich Sauermann erwarb im Jahr 1889 die Häuser Hundskugel 1 und Brunnstraße 3, 4 und 5 und verkaufte sie am 20. Februar 1890 an den Baumeister Karl Kirchner, der sie kurz darauf abbrach und auf der so gewonnenen Grundfläche den Neubau Brunnstraße 3 (heute Hackenstraße 12) errichtete.[15]

- Nr. 2 (zwischenzeitlich Hackenstraße 14): altes Hundsfud-Bad. Es gehörte zum Heiliggeistspital. Anfang April 1595 verkauften „die verordneten Hochherren des Heiliggeistspitales“ das Bad an den Bader Fabian Milchner. Bis in die erste Hälfte des 19. Jahrhunderts hinein waren die Besitzer dieses Hauses fast ausnahmslos Bader oder Wundärzte. Es ist in Urkunden beispielsweise als „Bad Hundsfudt“ (um 1480) und „Hundtsgugl-Padt“ (1595) genannt.[16][13]

- Nr. 3 (heute Hackenstraße 12): Zur Adresse Hundskugel 3 zählte zwischen 1584 und 1679 ein separat verkauftes Sommerhaus mit Garten.[17]

Nach 1939 wurde Brunnstraße 3 und Hackenstraße 14 zum heutigen Haus Hackenstraße 12 vereinigt.
- Nr. 4 (heute Hackenstraße 10; Haus zur Hundskugel): seit 1. November 1630 in Besitz der Familie Ostermayr. Seit dem 5. März 1691 hieß für wenige Monate der Besitzer Urban Hilz. Am 20. August 1691 kaufte Augustin Ostermayer das Anwesen. Am 18. Mai 1741 erwarb es der Hofbildhauer Johann Baptist Straub und baute es zu einem Wohnhaus um, worin er bis an sein Lebensende wohnte. Als nächster Besitzer ist Roman Anton Boos verzeichnet, der es an seine Witwe vererbte.[18] 1826 wurde in diesem Haus der Maler Anton Doll geboren.[19]

- Nr. 5 und 6 (heute Hackenstraße 8 und 6): im Jahr 1879 kaufte der Likörfabrikant Andreas Sailer diese zwei Häuser.

- Nr. 7: heute Radspielerhaus. Besitzer des bis zum Jahr 1678 aus zwei Häusern bestehenden Anwesens waren beispielsweise der im Waffenstillstand von Ulm beteiligte Hof- und Kriegsrat Johann Küttner (1636) der kurfürstliche Kämmerer Christoph Benno Freiherr von Eisenreich (1668), Ratskanzler Johann Rudolf Wämpl (1676), Weihbischof Albert Ernst von Wartenberg (1677), Joseph Clemens von Bayern (1690), der Kämmerer Gaudentius von Rechberg (1688), der Dichter Heinrich Heine (1827), der Maler Wolfgang Flachenecker (1842)[20] und Hoflieferant Joseph Radspieler (1848).

- Nr. 8 (heute Brunnstraße 1): ein seit dem Jahr 1572 mit einem kleinen Anbau verbundenes Wohnhaus. 1875 entstand aus diesem verbundenen Bau ein Neubau (zwischenzeitlich Brunnstraße 6).[21][22]

Das Gasthaus zur Hundskugel lag zwar an der Straße mit dem Namen Hundskugel, allerdings unmittelbar am Übergang zur senkrecht gelegenen Hotterstraße. Das Gasthaus zur Hundskugel trug daher die Adresse Hotterstraße 1 (heute Hotterstraße 18).
Die Häuser mit den Nummern 1–6, sowie das Gasthaus zur Hundskugel befanden sich an nördlich gelegener Straßenseite, die Hausnummern 7 und 8 südlich gegenüber.